# Catherine Bell
Catherine Lisa Bell (Londra, 14 agosto 1968) è un'attrice ed ex modella britannica naturalizzata statunitense, conosciuta maggiormente per aver interpretato dal 1995 al 2005 il tenente colonnello Sarah MacKenzie nella serie televisiva JAG - Avvocati in divisa. Dal 2007 al 2013 è stata la co-protagonista della serie Army Wives - Conflitti del cuore.

## Biografia
Nata a Londra da un ingegnere scozzese, Peter Bell, e da un'infermiera iraniana, Mina Ezzati, all'età di tre anni, dopo il divorzio dei suoi genitori, si trasferisce con la madre negli Stati Uniti, a Los Angeles (in California), dove cresce bilingue – inglese e farsi – e di cui in seguito conseguirà la cittadinanza all'età di 12 anni. Si è iscritta alla Università della California di Los Angeles con l'intenzione di diventare ingegnere biomedico o medico, ma ha presto optato per la carriera di modella. In uno dei suoi primi lavori è stata impegnata in Giappone.
Dopo aver partecipato a diversi spot pubblicitari fa la sua prima apparizione in un film come controfigura di Isabella Rossellini, per una scena di nudo non frontale nella commedia nera La morte ti fa bella (1992), con Meryl Streep, Goldie Hawn e Bruce Willis. Nel 2003 ha preso parte, nel ruolo della conturbante anchorwoman Susan Ortega, alla commedia Una settimana da Dio con protagonista Jim Carrey. Dal 23 settembre 1995 fino al 29 aprile 2005, quando la serie è stata chiusa, la Bell è stata co-protagonista della fortunata serie televisiva giuridico-militare JAG - Avvocati in divisa, nella quale interpretava il ruolo del Tenente colonnello dei Marines Sarah MacKenzie. Successivamente partecipa come co-protagonista alle 7 stagioni della serie Army Wives, interpretando Denise Sherwood. Ha poi interpretato Cassandra "Cassie" Nightingale nella serie di film TV The Good Witch, prodotta da Hallmark Channel.

## Vita privata
Sposata con il produttore Adam Beason dall'8 maggio 1994 e divorziata nell'ottobre 2011, ha due figli, Gemma nata il 16 aprile 2003 e Ronan nato il 21 agosto 2010.
All'età di 20 anni fu costretta a subire l'asportazione della tiroide dopo che le fu diagnosticato un cancro.
È un'adepta di Scientology.
È stata votata, a più riprese, tra le 100 donne più sexy del Mondo dalla rivista FHM: nel 2003 all'81ª posizione, nel 2004 alla 47ª e nel 2005 alla 100ª posizione.

## Filmografia

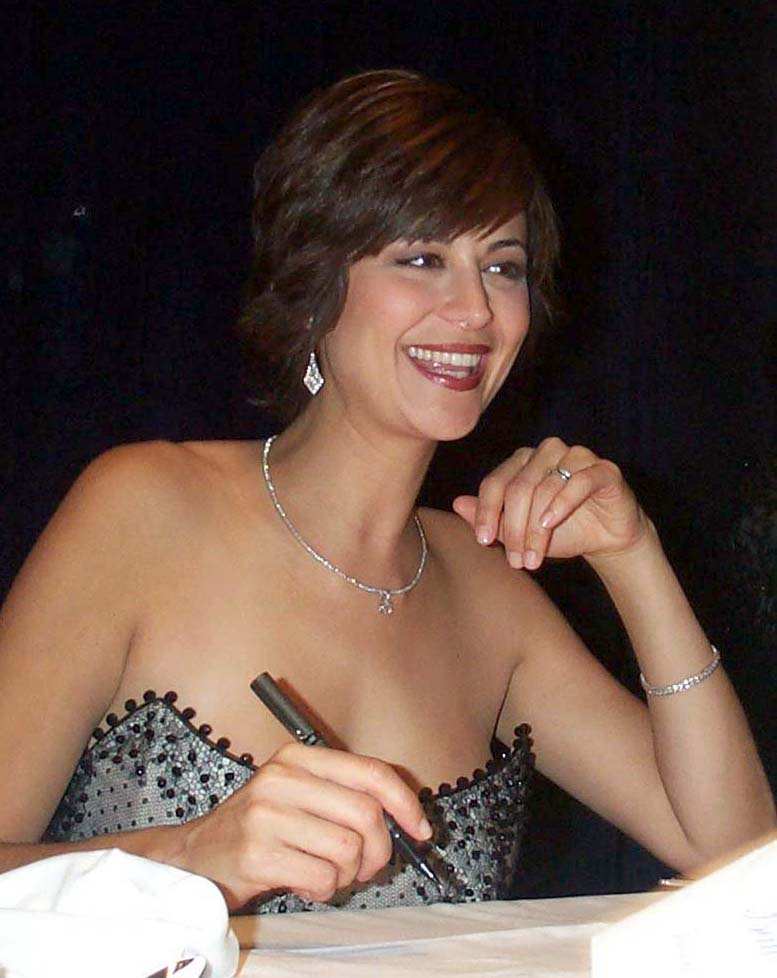
Catherine Bell a Washington nel 2001

### Cinema
- La morte ti fa bella (Death Becomes Her), regia di Robert Zemeckis (1992)[4]
- L'ultima missione (Men of War), regia di Perry Lang (1994)
- Hotline Volume 3 (1996)
- Agguato in fondo al mare (Crash Dive), regia di Andrew Stevens (1996)
- Reazione immediata (Black Thunder), regia di Rick Jacobson (1998)
- Una settimana da Dio (Bruce Almighty), regia di Tom Shadyac (2003)
- Babak & Friends: A First Norooz, regia di Dustin Ellis – cortometraggio (2005) (voce)
- Indizi dal passato (Still Small Voices), regia di Mario Azzopardi (2007)
- Un'impresa da Dio (Evan Almighty), regia di Tom Shadyac (2007) (non accreditata)
- The Do-Over, regia di Steven Brill (2016)

### Televisione
- Una famiglia tutto pepe (True Colors) – serie TV, episodio 2x08 (1991)
- Mother of the Bride – film TV (1993)
- Dream On – serie TV, episodio 5x09 (1994)
- Vanishing Son – serie TV, episodi 1x06-1x12 (1995)
- Alien Nation: Body and Soul – film TV (1995)
- Friends – serie TV, episodio 2x06 (1995)
- The Naked Truth – serie TV, episodio 1x11 (1995)
- Hot Line – serie TV, episodio 2x04 (1996)
- Hercules (Hercules: The Legendary Journeys) – serie TV, episodio 3x10 (1997)
- A spasso con Katherine (Cab to Canada) – film TV (1998)
- Sfida nel tempo (Thrill Seekers) – film TV (1999)
- Waking the Dead – serie TV, episodio 3x08 (2003)
- JAG - Avvocati in divisa (JAG) – serie TV, 205 episodi (1995-2005)
- Il triangolo delle Bermude (The Triangle) – miniserie TV (2005)
- Sci Fi Inside: The Triangle – film TV (2005)
- Threshold – serie TV, episodio 1x11 (2006)
- Law & Order - Unità vittime speciali (Law & Order: Special Victims Unit) – serie TV, episodio 8x09 (2006)
- Company Town – film TV (2006)
- The Good Witch - Un amore di strega (The Good Witch) – film TV (2008)
- The Good Witch's Garden - Il giardino dell'amore (The Good Witch's Garden) – film TV (2009)
- The Good Witch's Gift - Il matrimonio di Cassie (The Good Witch's Gift) – film TV (2010)
- Last Man Standing, regia di Ernest R. Dickerson – film TV (2011)
- The Good Witch's Family - Una nuova vita per Cassie (The Good Witch's Family) – film TV (2011)
- La trappola dell'innocenza (Good Morning, Killer) – film TV (2011)
- The Good Witch's Charm - L'incantesimo di Cassie (The Good Witch's Charm) – film TV (2012)
- The Good Witch's Destiny - Il destino di Cassie (The Good Witch's Destiny) – film TV (2013)
- Army Wives - Conflitti del cuore (Army Wives) – serie TV, 117 episodi (2007-2013)
- King & Maxwell – serie TV, episodi 1x04-1x10 (2013)
- The Good Witch's Wonder - Un'amica per Cassie (The Good Witch's Wonder), regia di Craig Pryce – film TV (2014)
- Good Witch – serie TV, 76 episodi (2015- 2021)
- Un amore a distanza (Home for Christmas), regia di Gary Harvey – film TV (2017)
- Terrore al 55º piano (High-Rise Rescue), regia di Robert Vaughn (2017)
- 12 giorni a Natale (Christmas in the Air), regia di Martin Wood – film TV (2017)
- Un'estate da ricordare (A Summer to Remember), regia di Martin Wood – film TV (2018)
- NCIS: Los Angeles – serie TV, episodi 10x24-11x01-11x22 (2019)
- Finché Natale non vi separi (Meet Me at Christmas), regia di Annie Bradley – film TV (2020)

## Doppiatrici italiane
Nelle versioni in italiano delle opere in cui ha recitato, Catherine Bell è stata doppiata da:
- Sabrina Duranti ne Indizi dal passato, Army Wives - Conflitti del cuore (st. 1; trasmissione su Fox Life), The Good Witch - Un amore di strega, The Good Witch's Garden - Il giardino dell'amore, The Good Witch's Gift - Il matrimonio di Cassie, The Good Witch's Family - Una nuova vita per Cassie, La trappola dell'innocenza, The Good Witch's Charm - L'incantesimo di Cassie, The Good Witch's Wonder - Un'amica per Cassie, The Good Witch's Destiny - Il destino di Cassie, The Good Witch's Wonder - Un'amica per Cassie, Good Witch
- Roberta Greganti in JAG - Avvocati in divisa, Army Wives - Conflitti del cuore, The Triangle - Il triangolo delle Bermuda, NCIS: Los Angeles
- Roberta Pellini in Una settimana da Dio, Last Man Standing
- Claudia Razzi ne L'ultima missione
- Pinella Dragani in Law & Order - Unità vittime speciali
- Emanuela Baroni in Terrore al 55º piano
- Perla Liberatori in Un'estate da ricordare